# دوبووو (ژیتوراجا)
دوبووو (به صربی: Dubovo) یک منطقهٔ مسکونی در صربستان است که در ژیتوراجا واقع شده‌است. دوبووو ۶۰۸ نفر جمعیت دارد.